# Gavrilo Princip
Gavrilo Princip (Гаврило Принцип), srbski revolucionar in atentator, * 25. julij 1894, Obljaj pri Grahovem, † 28. april 1918, Terezin, Češka.
Rodil se je očetu Petru in materi Mariji (rojena Špiro). Princip je bil bosanski Srb in član Mlade Bosne, ki je iskal konec avstro-ogrske oblasti v Bosni in Hercegovini. Ko je bil star 19 let, je 28. junija 1914 v Sarajevu ubil avstro-ogrskega prestolonaslednika Franca Ferdinanda in njegovo ženo Sofijo. Ta atentat je sprožil napad Avstro-Ogrske na Srbijo in posledično začetek prve svetovne vojne. 
Na njegovem sojenju je Princip sam izjavil: "Sem jugoslovanski nacionalist, ki si prizadevam za združitev vseh Jugoslovanov, in me ne zanima, kakšno obliko ima naša država, vendar jo je treba osvoboditi iz Avstrije." Princip je bil obsojen na dvajset let težke zaporne kazni, največ za njegovo starost. Zaprt je bil v trdnjavi Terezín na Češkem, kjer je tudi 28. aprila 1918 umrl zaradi tuberkuloze, ki je bila posledica poslabšanja zdravstvenih razmer, zaradi česar je predtem že izgubil desno roko. 

## Življenje
Princip je bil rojen v vasi Obljaj v bližini Bosanskega Grahovega, Bosna in Hercegovina. Njegovi starši, Petar in Marija Nana Mičić, so imeli devet otrok, pet sinov in štiri hčere vendar jih je šest umrlo že v mladosti. Bil je šibkega zdravja, že od mladosti je bolehal za tuberkulozo, ki je bila tudi vzrok smrti v letu 1918. Tuberkuloza je bila tudi eden izmed vzrokov, da se je odločil za atentat.
Večina zgodovinarjev je prepričana, da je bil Gavrilo Princip član revolucionarne skupine Mlada Bosna, nekateri pa menijo, da je bil v resnici član gibanja Črna roka (Црна рука/Crna ruka). Mlada Bosna je bilo gibanje, sestavljeno iz Srbov, Hrvatov in Bošnjakov, katerih namen je bila samostojnost izpod Avstro-Ogrske.
Februarja 1912 se je udeležil demonstracij proti sarajevski oblasti, zato so ga izključili iz šole. Zaradi izključitve je prebegnil v Beograd. V Beogradu se je poskusil vpisati na študij na prvi beograjski gimnaziji, vendar ni uspel opraviti sprejemnih izpitov.
V letu 1912 je v Srbiji potekala mobilizacija za prvo balkansko vojno. Princip se je nameraval pridružiti komiteju - srbski prostovoljni gverilski enoti pod vodstvom majorja Vojislava Tankosića, ki se je bojevala v Makedoniji proti osmanskim enotam. Tankosić je bil član skrivnega združenja Združitev ali smrt (Ujedinjenje ili Smrt). Vendar Principa komite ni sprejel, zaradi njegove majhne velikosti in šibkosti. Nato je odšel v Prokuplje, da bi se osebno sestal s Tankosićem. Tankosić ga je prav tako zavrnil, z izjavo, da je premajhen in prešibek. Dedijer ugotavlja, da ga je ravno podcenjevanje njegove zmožnosti vodilo v dokazovanje s posebej pogumnim dejanjem.

## Sarajevski atentat

### Ozadje dogajanja
General Oskar Potiorek, guverner avstrijske province Bosna in Hercegovina je povabil prestolonaslednika Franca Ferdinanda in njegovo ženo Sophijo na ogled vojaške vaje avstro-ogrskih enot. Ferdinand se je zavedal nevarnosti svojega potovanja, saj je Črna roka že leta 1911 izvedla poskus atentata na njegovega strica Franca Jožefa.
Takratni srbski premier Nikola Pašić je vedel za načrtovani atentat junija 1914, a ni nič ukrenil.

### Atentat
28. junija 1914, okoli 10. ure, z vlakom prispe kraljevi par v Sarajevo. V prvem avtomobilu so bili Fehim Čurčić, župan Sarajeva in Dr. Gerde, policijski narednik. Ferdinand in Sofija sta bila skupaj z Oskarjem Potiorekem in grofom von Harrachom v drugem avtomobilu, ki je imel odprto streho.
Sedem članov atentatorske skupine se je razporedilo preko predvidene poti z nalogo ubiti Ferdinanda. Najprej je avto pripeljal mimo Muhameda Mehmedbašića, ki je stal pred Avstro-Ogrsko banko. Mehmedbašić ni sprožil akcije, kasneje je povedal, da je za njim stal policist, zato se je bal, da bi ga le ta aretiral, preden bi uspel vreči bombo.
Ob 10:15, ko je skupina šestih vozil pripeljala mimo glavne policijske postaje, je devetnajstletni Nedeljko Čabrinović vrgel granato proti prestolonaslednikovem avtomobilu. Voznik je opazil leteči predmet in pospešil, zato je granata eksplodirala pod kolesom naslednjega avtomobila. Eric von Merizzi in grof Boos-Waldeck sta bila težko telesno poškodovana. Šrapneli granate so poškodovali tudi nekaj ljudi v okolici.
Ker je po Čabrinovićevim bombnem napadu prestolonaslednikov avto peljal zelo hitro, ostalih pet zarotnikov, vključno s Principom ni imelo priložnosti izvesti napada. Čabrinović se je poskusil izogniti aretaciji tako, da je pojedel tableto cianida in skočil v bližnjo reko. Vendar ga je policija izvlekla iz reke in priprla. Izgledalo je, kot da atentat ni uspel.
Ferdinand se je odločil za obisk poškodovanih v Čabrinovićevim neuspelem bombnem napadu. Da bi se izognili mestnemu jedru je general Oskar Potiorek določil pot vzdož nabrežja Appel, naravnost do sarajevske bolnišnice. Vendar je Potiorek pozabil obvestiti voznika prestolonaslednikovega avtomobila, Franza Urbana o tej spremembi. Na poti v bolnišnico je Urban zapeljal v ulico Gebet.
Gavrilo Princip je očitno obupal in se napotil v kavarno Moritz Schiller, ko je mimo njega pripeljal prestolonaslednikov avtomobil. Voznik je opazil napako, ustavil avto in zapeljal vzvratno. Pri tem je počasi zapeljal mimo tam stoječega Principa. Princip je izvlekel pištolo ter iz razdalje dveh metrov nekajkrat ustrelil v avtomobil. Franca Ferdinanda je zadel v vrat, Sofijo pa v trebuh. Sofija, pri kateri so kasneje odkrili zarodek, je bila na mestu mrtva. Ferdinand je po približno petih minutah padel v nezavest in kmalu zatem umrl.

### Aretacija in zapor
Princip se je poskušal ubiti s cianidom, nato pa še s pištolo. Vendar je strup izbruhal (strup je izbruhal tudi Čabrinović, zato je policija sklepala, da je bil strup, ki so ga imeli člani skupine, slabe kvalitete), pištolo pa so mu izbili iz roke, še preden je uspel izstreliti strel. Ker je bil Gavrilo Prinicip premlad za smrtno kazen (19), je bil obsojen na 20 let težke ječe. Ko je bil v ječi, je živel v zelo težkih življenjskih razmerah, zaradi česar je zbolel za tuberkulozo. Ker mu je bolezen močno pojedla njegove kosti, so Principu morali amputirati desno roko. Januarja 1916 se je v ječi trikrat poskušal z brisačo obesiti, vendar mu tega ni uspelo. Umrl je 28. aprila 1918 v Terezinu, ob času smrti pa je tehtal le 40 kilogramov in bil star komaj 23 let. 

### Druge informacije
Princip je uporabil polavtomatsko pištolo Fabrique Nationale M 1910, kalibra 7.65×17 mm. Shranjena je v mestnem muzeju Sarajevo, tik ob Latinskem mostu, kjer se je atentat zgodil.
Pred nedavnim so odkrili pri italijanski družini Copei avto in ukrvavljeno uniformo prestolonaslednika in njegove žene. Razstavljeni so v Vojnozgodovinskem muzeju na Dunaju. Krogla, ki je ubila Franca Ferdinanda, je shranjena in je na ogled v gradu Konopiště, blizu mesta Benešov na Češkem.